# Jaume Collet-Serra
Jaume Collet-Serra (Sant Iscle de Vallalta, 23 maart 1974) is een Spaans filmregisseur en producent.

## Biografie
Collet-Sera regisseerde de horrorfilm-remake House of Wax uit 2005, de psychologische thriller Orphan uit 2009 en de actiethrillers Unknown uit 2011, Non-Stop uit 2014, Run All Night uit 2015 en The Shallows uit 2016.

## Filmografie

### Als regisseur
- 2005: House of Wax
- 2007: Goal II : Living the Dream
- 2009: Orphan
- 2011: Unknown
- 2012: The River (tv-serie, seizoen 1, afl. 1 en 2)
- 2014: Non-Stop
- 2015: Run All Night
- 2016: The Shallows
- 2018: The Commuter
- 2021: Jungle Cruise
- 2022: Black Adam
- 2024: Carry-on

### Als producent
- 2013: Mindscape
- 2013: Hooked Up, als uitvoerend producent
- 2015: Eden
- 2015: Extinction
- 2015: Curve
- 2020: Horizon Line, als uitvoerend producent
- 2023: Retribution